# Long Live Rock ’n’ Roll
A Long Live Rock 'n' Roll az amerikai Rainbow hard rock együttes harmadik nagylemeze. Az amerikai listán a 89. helyet érte el
A felvételek közben csatlakozott a zenekarhoz Bob Daisley és David Stone, de csak néhány dalon szerepelnek.
Az albumon szereplő Kill the King-et már korábban játszották koncertjeiken, és már korábban megjelent az On Stage lemezen.
A lemez újrakiadása 1999-ben volt, Amerikában.
Ezen a lemezen szerepelt utoljára Ronnie James Dio a Rainbow tagjaként, de a sikeresebb dalokat Dio-koncerteken is játszotta. Pályafutását később a Black Sabbath-ben folytatta.

## Dalok
| 1. | Long Live Rock 'n' Roll | Blackmore, Dio | 4:21 |
| 2. | Lady of the Lake        | Blackmore, Dio | 3:39 |
| 3. | L.A. Connection         | Steve Hammond  | 5:02 |
| 4. | Gates of Babylon        | Blackmore, Dio | 6:49 |

| 1. | Kill the King      | Blackmore, Dio, Powell | 4:29 |
| 2. | The Shed           | Blackmore, Dio, Powell | 4:45 |
| 3. | Sensitive to Light | Blackmore, Dio         | 3:07 |
| 4. | Rainbow Eyes       | Blackmore, Dio         | 7:11 |

## Zenészek
- Ronnie James Dio - ének
- Ritchie Blackmore - gitár, basszusgitár
- David Stone - billentyűs hangszerek
- Cozy Powell - dobok
- Bob Daisley - basszusgitár a Kill the King, a Sensitive to Light és a Gates of Babylon alatt
- Tony Carey - billentyűs hangszerek a Long Live Rock 'n' Roll és a Lady of the Lake alatt
- Bavarian String Ensemble (vezényel Rainer Pietsch) a Gates of Babylon alatt
- Ferenc Kiss és Nico Nicolicv - brácsa a Rainbow Eyes alatt
- Karl Heinz Feit - cselló a Rainbow Eyes alatt
- Rudi Risavy és Max Hecker - fuvola a Rainbow Eyes alatt

## Kislemezek
- Long Live Rock 'n' Roll b/w Sensitive to Light (1978)
- L.A. Connection b/w Lady of the Lake (1978)